# Генріх V (фільм, 1944)
«Генріх V» (англ. Henry V, повна назва «Хроніка короля Генріха V і його битви з французами при Азенкурі» (англ. The Chronicle History of King Henry the Fift with His Battell Fought at Agincourt in France) — британська екранізація однойменної п'єси Вільяма Шекспіра, здійснена у 1944 році Лоуренсом Олів'є.
Фільм увійшов до списку 100 найкращих британських фільмів за 100 років за версією Британського кіноінституту.

## Сюжет
1 травня 1600 року. Актори лондонського театру «Глобус» грають виставу «Генріх V» — епічну драму Шекспіра, що в різній тональності розповідає про перемогу англійського монарха і його військ над французами при Азенкурі у 1415 році; потім — про його брак з Катериною, донькою короля Карла VI і Ізабелли Баварської.

## В ролях
| Лоуренс Олів'є  | ···· | Генріх V                       |
| Роберт Ньютон   | ···· | Старий Пістоль                 |
| Рене Ешерсон    | ···· | принцеса Катерина              |
| Леслі Бенкс     | ···· | хор                            |
| Есмонд Найт     | ···· | Флюеллен                       |
| Лео Дженн       | ···· | конетабль Франції              |
| Фелікс Ейлмер   | ···· | архієпископ Кентерберійський   |
| Ралф Трумен     | ···· | Монжуа                         |
| Ніколас Геннер  | ···· | герцог Ексетер                 |
| Роберт Гелпмен  | ···· | єпископ Ілійський              |
| Ернест Тесіджер | ···· | герцог де Беррі, посол Франції |
| Нейлл Макгінніс | ···· | англійський капітан            |

## Створення фільму
Створення фільму проходило в розпал Другої світової війни. Задум фільму виник у продюсера Філіппо дель Гвідіче, італійського емігранта, засновника компанії Two Cities. Саме він вибрав Лоуренса Олів'є керівником проєкту і поклав на нього відповідальність за усі питання, пов'язані з виробництвом. Спеціально для зйомок стрічки Олів'є було звільнено від військових обов'язків, оскільки британський уряд визнав випуск «Генріха V» чудовим пропагандистським кроком, спрямованим на підйом патріотизму і морального духу солдатів. Олів'є добре знав роль Генріха, оскільки вже виконував її в театрі Олд Вік.
Після невдалих спроб залучити до постановки Вільяма Вайлера, Керола Ріда і Теренса Янга, Лоуренс Олів'є вирішив поставити фільм самостійно за допомогою монтажера Реджиналда Бека. На роль принцеси Катерини він хотів запросити Вів'єн Лі, проте акторка була пов'язана контрактом з Девідом Сельцником; в результаті було вибрано Рене Ашерсон, дружину Роберта Доната. При створенні сценарію текст п'єси, переважно, збережено без змін, хоча позбавлено деяких побічних сюжетних ліній; кілька сцен було скорочено, ряд реплік помінялися місцями або ж виявилися вкладеними у вуста інших персонажів. Оригінальним було рішення Олів'є почати й закінчити фільм так, ніби це театральна постановка часів Шекспіра.
Зйомки фільму проходили в околицях ірландського селища Енніскеррі, а також на студіях Denham і Pinewood. Епізод, у якому відтворено битву при Азенкурі обійшовся в третину загального кошторису, який за час зйомок виріс з 300 000 до 475 000 фунтів, перетворивши фільм на найдорожчу постановку, коли-небудь зроблену у Великій Британії. Натурні зйомки проходили з 9 червня по 22 липня 1943 року, студійні зйомки з акторами — з 9 серпня 1943 по 3 січня 1944 року, а робота над незвичайним макетом Лондона, з якого починається і яким закінчується фільм, велася з 22 квітня по 10 травня 1944 року.
Стрічка «Генріх V» вийшла незабаром після висадки військ союзників на континент. Фільм демонструвався в Лондоні упродовж п'яти місяців, на Бродвеї — впродовж 46 тижнів.

## Визнання
| Нагороди та номінації фільму «Генріх V» | Нагороди та номінації фільму «Генріх V»           | Нагороди та номінації фільму «Генріх V»                          | Нагороди та номінації фільму «Генріх V» | Нагороди та номінації фільму «Генріх V» | Нагороди та номінації фільму «Генріх V» |
| Рік                                     | Кінофестиваль/кінопремія                          | Категорія/нагорода                                               | Номінант                                | Результат                               |                                         |
| --------------------------------------- | ------------------------------------------------- | ---------------------------------------------------------------- | --------------------------------------- | --------------------------------------- | --------------------------------------- |
| 1946                                    | Венеційський кінофестиваль                        | Приз міжнародних критиків за найкращий фільм (Спеціальна згадка) | Генріх V                                | Перемога                                |                                         |
| 1946                                    | Спільнота кінокритиків Нью-Йорка                  | Найкращий фільм                                                  | Генріх V                                | 2-е місце                               |                                         |
| 1946                                    | Спільнота кінокритиків Нью-Йорка                  | Найкращий режисер                                                | Лоуренс Олів'є                          | 2-е місце                               |                                         |
| 1946                                    | Спільнота кінокритиків Нью-Йорка                  | Найкращий актор                                                  | Лоуренс Олів'є                          | Перемога                                |                                         |
| 1946                                    | Національна рада кінокритиків США                 | Найкращий фільм                                                  | Генріх V                                | Перемога                                |                                         |
| 1946                                    | Національна рада кінокритиків США                 | Найкращий актор                                                  | Лоуренс Олів'є                          | Перемога                                |                                         |
| 1946                                    | Національна рада кінокритиків США                 | ТОП-10 фільмів                                                   | Генріх V                                | Включення                               |                                         |
| 1947                                    | Премія Оскар                                      | Найкращий фільм                                                  | Генріх V                                | Номінація                               |                                         |
| 1947                                    | Премія Оскар                                      | Найкращий актор у головній ролі                                  | Лоуренс Олів'є                          | Номінація                               |                                         |
| 1947                                    | Премія Оскар                                      | Найкраща робота художника-постановника                           | Поль Шеріфф, Кармен Діллон              | Номінація                               |                                         |
| 1947                                    | Премія Оскар                                      | Найкраща музика                                                  | Вільям Волтон                           | Номінація                               |                                         |
| 1947                                    | Премія Оскар                                      | Почесний «Оскар»                                                 | Лоуренс Олів'є                          | Перемога                                |                                         |
| 1949                                    | Премія «Кінема Дзюмпо»                            | Найкращий фільм іноземною мовою                                  | Генріх V                                | Перемога                                |                                         |
| 1950                                    | Італійський національний синдикат кіножурналістів | Премія «Срібна стрічка» найкращому режисеру іноземного фільму    | Лоуренс Олів'є                          | Перемога                                |                                         |

## Відгуки
Після виходу «Генріха V» на екран американський критик Джеймс Еггі, високо оцінюючи власне художні особливості фільму, писав також «про патріотичний дух стрічки, що надзвичайно позитивно зображує війну і з симпатією розповідає про цинічну, по суті, агресію».